# Riverton Township (comté de Fremont, Iowa)
Riverton Township est un township, du comté de Fremont en Iowa, aux États-Unis,.

## Source de la traduction
- (en) Cet article est partiellement ou en totalité issu de l’article de Wikipédia en anglais intitulé « Riverton Township, Fremont County, Iowa » (voir la liste des auteurs).